# Kalaj(II) selenid
Kalaj(II) selenid je hemijsko jedinjenje sa formulom . On se može formirati reakcijom elemenata (kalaja i selena) na temperaturi iznad 350 º.